# François II de Bretagne
 (septembre 2009).
Pour les articles homonymes, voir François II.
François II de Bretagne, en breton : Frañsez II, né le 23 juin 1435 à Clisson et mort le 9 septembre 1488 à Couëron, est duc de Bretagne de 1458 à 1488.
Seul fils survivant de Richard d'Étampes, lui-même fils du duc de Bretagne Jean IV, il devient à la mort de son père comte titulaire d'Étampes, puis est désigné par le duc Pierre II de Bretagne (1418–1457) comme second héritier présomptif du duché de Bretagne après Arthur III de Bretagne, devenant effectivement duc en 1458.
Par sa mère Marguerite d'Orléans (1406-1466), fille du duc d'Orléans Louis Ier (1372–1407), il est lié à l'aristocratie française des princes du sang : il est notamment le neveu du duc et poète Charles Ier (1394–1465) et le cousin du duc Louis II (1462–1515), futur roi de France Louis XII.
Son règne est marqué par une longue lutte contre les rois de France Louis XI, puis Charles VIII, en liaison avec certains princes féodaux de France, dont Louis II d'Orléans, durant la Guerre folle, qui aboutit en 1488 à la défaite de Saint-Aubin-du-Cormier, et à l'arrivée sur le trône de Bretagne de la jeune duchesse Anne de Bretagne, mariée en 1491 à Charles VIII.
Il est également titré comte de Montfort, de Vertus, et de Richemont.

## Biographie

### Origines familiales et jeunesse

Blason de François II de Bretagne à son avènement comme duc de Bretagne.

Il est le fils de Richard d'Étampes (1395–1438), comte d'Étampes, quatrième fils de Jean IV de Bretagne, après Jean V de Bretagne, Arthur III de Bretagne et Gilles. Sa mère est Marguerite d'Orléans (1406-1466), comtesse de Vertus, fille du duc Louis Ier d'Orléans et de Valentine Visconti. Il vit chichement du fait des faibles revenus de sa famille, privée du comté d'Étampes[pas clair]. Veuve, sa mère vient vivre avec ses enfants dans sa famille paternelle, au château de Blois.

### Héritier présomptif de Bretagne (1450–1458)
En 1450, après l'assassinat de son frère Gilles, le duc François Ier (1414–1450) voit se profiler un problème dynastique : il est malade et n'a que deux filles. L'ordre de succession au trône de Bretagne a été modifié par le premier traité de Guérande (1365). Les règles de la primogéniture agnatique s'appliquent désormais sur le trône breton.[pas clair] Ses successeurs présomptifs sont dans l'ordre de succession, son frère Pierre II de Bretagne (1418–1457), qui n'a pas d'enfants et son oncle Arthur III de Bretagne (1393–1458), connétable de Richemont, sans descendance légitime.
En 1455, pour éviter toute contestation et une nouvelle guerre de succession, Pierre II décide de marier son cousin François d'Étampes à sa nièce Marguerite de Bretagne (1443–1469), fille aînée de son prédécesseur François Ier et héritière selon la tradition antérieure au traité de Guérande. Cette décision provoque une réaction du roi d'Écosse Jacques II, frère d'Isabelle Stuart (1426–1494) et beau-frère de François Ier, qui proteste, en vain, au nom des droits de ses nièces.
François d'Étampes est donc appelé à la cour de Bretagne par Pierre II qui lui fait signer l'engagement de respecter les règles de succession du traité de Guérande et de ne pas réclamer le duché de son vivant, au nom de sa fiancée Marguerite. Pour éviter les contestations ultérieures, Pierre II obtient aussi l'accord du roi de France Charles VII et du duc Charles Ier d'Orléans (le poète), oncle de François.
Il fait enfin enregistrer son testament par les États de Bretagne qu'il convoque à Vannes en novembre 1456 avant de leur présenter François et Marguerite, fiancés sur le champ et mariés trois jours plus tard. Pierre II renvoie ensuite François à Blois. Pierre II meurt dès l'année suivante. Le connétable de Richemont, devenu duc sous le nom d'Arthur III, meurt dès 1458.

### Avènement comme duc de Bretagne

#### Investiture ducale à Rennes (1458)
Le comte d'Étampes quitte alors Blois, accompagné de sa mère, pour Rennes où il doit être investi selon la tradition : l'évêque Jacques d'Espinay lui remet les « entresignes » : la couronne « royalle » à hauts fleurons et l'épée nue des ducs de Bretagne.

### Les hommages au roi de France (1459)
En 1459, il se rend en Touraine, à Montbazon, où se trouve le roi Charles VII. En effet, il doit faire hommage au roi de France, d'une part pour le duché de Bretagne, d'autre part pour les comtés de Montfort (c'est-à-dire Montfort-l'Amaury), d'Étampes et de Vertus (et quelques autres terres).

#### Problèmes relatifs à l'hommage des ducs de Bretagne
Comme pour ses prédécesseurs depuis la guerre de Succession de Bretagne, il doit s'agir d'un hommage simple et non pas d'un hommage lige, étant donné que la Bretagne ne fait pas partie du royaume de France. Mais ce point de vue des ducs de Bretagne n'est pas accepté sans réserve par la cour de France, notamment par le chancelier, parfois plus exigeant que le roi.
La controverse a eu lieu notamment à l'avènement d'Arthur III. Charles VII a accepté l'hommage simple de sa part parce qu'Arthur III avait été connétable de France pendant un quart de siècle[Quand ?] et était un ami et un frère d'armes du roi, qui avait donc considéré son hommage simple comme ayant la valeur d'un hommage-lige[pas clair]. Un problème annexe est celui du port de l'épée par le duc de Bretagne en présence du roi de France.

#### Les hommages de François II comme duc de Bretagne et comme pair de France
La cérémonie, qui est la quatrième en peu d'années (François Ier, Pierre II, Arthur III, François II), est de nouveau perturbée par ces controverses, qui a lieu entre le chancelier de Bretagne, Guillaume Chauvin, et le chancelier de France, Juvénal des Ursins, soutenu par Jean de Dunois (« Dunois », dit « le Bâtard d'Orléans », ami de Jeanne d'Arc). Charles VII intervient dans le débat et décide d'accepter un hommage simple rendu debout, l'épée au côté.
En ce qui concerne l'hommage en tant que pair de France, pour lequel Juvénal des Ursins demande de nouveau un hommage lige, François II répond ne pas pouvoir le faire faute d'en avoir délibéré avec son conseil. Le roi intervient de nouveau contre son chancelier, afin que les festivités reprennent sans ombre.

#### Autres hommages
Ils concernent des fiefs qui se trouvent dans le royaume de France. Il s'agit d'hommages liges.

### François II en tant que duc de Bretagne

#### Un prince peu attiré par la routine du gouvernement
François II s'intéresse peu à la conduite des affaires. Il assiste rarement au Conseil ducal, premier organe de gouvernement du duché, seulement trois fois de 1459 à 1463. Il se contente de se tenir au courant des décisions de ses collaborateurs[pas clair], dont le principal est d'abord le chancelier Guillaume Chauvin. Par la suite, la faveur passe au trésorier général Pierre Landais, qui, après avoir fait incarcérer Guillaume Chauvin en 1477, devient quasiment le maître du duché de 1481 à 1485.

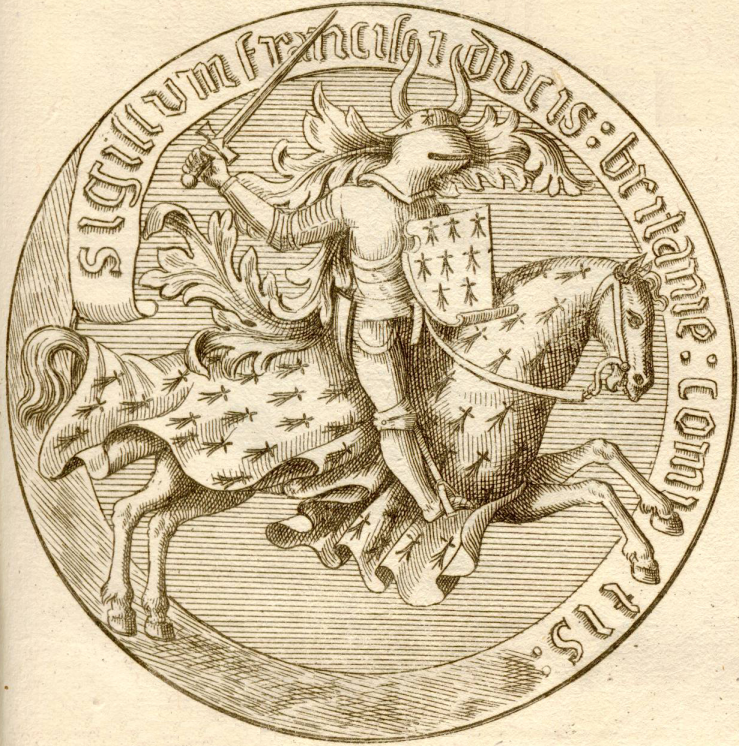
Sceau du couronnement de François II.

Il se plaint du temps passé à la signature des actes administratifs. Le chroniqueur breton Alain Bouchart le décrit comme « faible de sa personne et plus faible encore de son entendement ».
Il préfère la vie de plaisirs des grands seigneurs de son époque, consacrant l'essentiel de son temps à la chasse, aux jeux[réf. nécessaire] et à la compagnie de sa favorite officielle Antoinette de Maignelais, qu'il a connue à la cour de France. Il fait graver sur un de ses bijoux la devise « Il n'est de trésor que de liesse ».

#### L'affirmation de sa souveraineté
Duc, François II porte comme ses prédécesseurs une couronne à hauts fleurons, frappe monnaie d'or et d'argent, anoblit, légitime, nomme les prélats bretons, perçoit les régales, scelle du sceau de majesté, traite directement avec les puissances étrangères. Il y ajoute l'emprunt au droit romain et à la tradition française du concept de « lèse-majesté » qui avait déjà été utilisé lors du rapt de Jean V. Il se déclare duc de Bretagne par la grâce de Dieu comme ses prédécesseurs depuis Jean V. Il exerce ainsi un large pouvoir sur le duché de Bretagne.
Il fait rédiger par Pierre le Baud une histoire empreinte de légendes de la Bretagne, où l'origine de sa dynastie est placée chez les Troyens, chose qu'on retrouve chez nombre de chroniqueurs français, argument pour contester la loi salique et le pouvoir royal. La langue bretonne est alors représentée comme étant la langue originelle des Troyens.

#### Le choix de Nantes comme capitale du duché
Au lieu de Vannes, capitale administrative[pas clair] et principal lieu de résidence des ducs Jean IV de Bretagne, Jean V de Bretagne, François Ier et Pierre II, il préfère le grand port de Nantes, sur la Loire, où il a été élevé, et qui est plus proche des grandes voies de communication[pas clair].
Il y emmène la cour et l'administration, et dès 1459, y crée une université afin de disposer d'un personnel administratif, judiciaire et religieux formé en Bretagne.
Prince de la Renaissance avant l'heure, il fait réaliser d'importants travaux au château de Nantes, qui prend alors l'essentiel de son aspect actuel.
À la mort de sa mère Marguerite d'Orléans (1466), il reçoit son douaire en héritage, c'est-à-dire la seigneurie de Clisson, dont le château devient une de ses résidences favorites.

### Face au pouvoir royal sous Charles VII et Louis XI

#### Progrès du pouvoir royal sous le règne de Charles VII
Soucieux de maintenir, voire d'élargir l'autonomie de son duché, François II s'oppose, comme d'autres grands féodaux, au pouvoir royal, sorti renforcé de la période de la guerre de Cent Ans, qui a permis de créer une armée permanente. La deuxième moitié du XV voit une avancée de l'emprise du roi sur le royaume, voire au-delà, par la prise de contrôle de différents fiefs.
En 1453, dernière année de la guerre, Charles VII met fin à la longue présence anglaise en Guyenne et à Bordeaux, qui remontait au XIIe siècle.

#### Les débuts du règne de Louis XI: la guerre du Bien public (1465)
Au début du règne de Louis XI, qui d'ailleurs s'était lui-même opposé à son père, une coalition féodale se forme, la Ligue du Bien public (1465), qui rassemble plusieurs princes, notamment l'héritier présomptif du duché de Bourgogne, Charles le Téméraire, alors comte de Charolais (alors que le duc, Philippe le Bon, respecte le traité de paix d'Arras signé en 1435) ainsi qu'un frère du roi, Charles de France. Une « guerre du Bien public » a lieu de mai à octobre 1465 et se termine de façon indécise, mais plutôt défavorable à Louis XI.
Le 23 décembre 1465, Louis XI et François II concluent le traité de Caen : le roi rétrocède au duc une partie des impôts royaux (régale et aides) pesant sur la Bretagne et lui restitue ses fiefs de Montfort et d'Étampes.

#### Progrès du pouvoir royal sous le règne de Louis XI
Par la suite, Charles le Téméraire, devenu duc de Bourgogne en 1467, se lance dans une politique expansionniste qui tracasse Louis XI jusqu'à la mort du duc devant Nancy en janvier 1477. Louis XI attaque aussitôt et occupe le duché de Bourgogne, puis le comté de Bourgogne, commençant la guerre de Succession de Bourgogne. La duchesse Marie de Bourgogne (1457-1482) épouse dès août 1477 l'archiduc Maximilien d'Autriche, qui devient régent à sa mort au nom de leur fils Philippe le Beau, et qui est obligé de signer le traité d'Arras (décembre 1482), entérinant les conquêtes royales.
D'autre part, en 1481, à la mort du comte de Provence Charles V d'Anjou, de la maison d'Anjou, Louis XI hérite du comté, dont il prend le contrôle bien qu'il s'agisse d'un fief d'Empire. Il apparaît clairement que le roi de France est en passe d'absorber dans le domaine royal les fiefs encore tenus par d'autres familles.

#### Conflits avec Louis XI
Bien qu'invité au sacre de Louis XI à Reims, il n'y assiste pas.
Par la suite, il refuse[Quand ?] le collier de l'ordre de Saint-Michel que lui propose le roi, en raison des contraintes que cela implique. En réponse[réf. nécessaire], il solennise un peu plus son propre ordre de l'Hermine en un ordre de l'Hermine et de l'Épi[pas clair].
Confronté aux manœuvres de l'« universelle aragne »[source insuffisante], il participe en réaction à des alliances diplomatiques dont le roi de France est exclu, voire qui lui sont hostiles. Il mène des guerres contre le roi de France, son ennemi.[pas clair]
Il envoie cependant une délégation aux États généraux de 1468, tenus à Tours.

#### De la guerre du Bien public (1465) au traité de Senlis (1475)
Il cherche à partir de 1463 à établir avec le duc de Bourgogne, l'Angleterre et des princes français des alliances qui se révèlent aussi fragiles que la Ligue du Bien public (en 1465), à laquelle il n'apporte qu'une adhésion tardive et insuffisante[pas clair]. Il obtient cependant par le traité de Caen la renonciation de Louis XI de France au droit de régale sur les évêchés bretons.
En 1468, malgré une trêve[pas clair] avec Louis XI, François II entre en campagne avec le frère de Louis XI Charles, entré en rébellion, pour la conquête de la Normandie et du Poitou.
Leurs succès initiaux tournent mal et ils sont contraints de signer le traité d'Ancenis (10 septembre 1468), par lequel toutes leurs actions sont annulées.
Dans les années qui suivent, plusieurs des alliés de François II meurent : Charles de France, réconcilié avec son frère, en 1472 ; le duc d'Alençon Jean II en 1476 ; Charles le Téméraire en janvier 1477 (ce qui déclenche la guerre de Succession de Bourgogne).
Les Anglais occupés par la guerre des Deux-Roses ne peuvent intervenir comme précédemment, tandis que l'Anjou, le Maine et la Provence sont intégrés au domaine royal après la mort de René d'Anjou (roi de Naples en titre) et de ses successeurs. Ces disparitions inversent les rapports de force et permettent au roi de prendre l'initiative.
Au traité de Senlis conclu le 29 septembre 1475 et signé le 9 octobre 1475,, ses tentatives d'indépendance sont un temps bridées (le 16 octobre 1475, Louis XI le nomme lieutenant général du royaume de France) : François II s'engage à soutenir le roi de France dans ses guerres, ne pourra lui faire la guerre, et sa politique étrangère s'alignera sur celle du roi. Ce traité est confirmé par ceux d'Arras (1482) et de Bourges (1485), avec aussi peu de succès que le précédent.
En 1481, il offre sa fille et héritière Anne de Bretagne en mariage au prince d'Angleterre Édouard V, fils du roi d'Angleterre Édouard IV, mais un fort parti de Bretons s'oppose à une nouvelle mainmise anglaise, un siècle après la guerre de Succession. La mort du roi Édouard IV, puis de son fils devenu roi quelque temps en 1483 mettent fin à ces plans. Les multiples promesses de mariage de son héritière forment la dorsale de sa diplomatie, et ses multiples revirements ne découragent pas les prétendants.

### L'avènement de Charles VIII et la régence d'Anne de France (1483–1484)
À la mort de Louis XI (août 1483), Charles VIII est encore mineur : la régence est confiée à sa sœur Anne, assistée de son époux, Pierre de Beaujeu. Cette régence est immédiatement contestée par le cousin de François II, le duc Louis II d'Orléans, premier prince du sang et héritier présomptif de Charles VIII (en l'absence d'un fils).
La régente réunit les états généraux à Tours en 1484 et obtient la confirmation de sa nomination (François II a envoyé une délégation du duché de Bretagne). Le duc d'Orléans s'incline d'abord, mais reprend ses intrigues dans les mois qui suivent, formant une nouvelle coalition se forme contre la régente, soutenue notamment par Maximilien d'Autriche, qui envisage de repartir en guerre, malgré l'opposition des grandes villes du comté de Flandre qui entrent en rébellion.
La Guerre folle, qui commence en 1485, implique fortement le duc de Bretagne, dont le duché sert de refuge dans plusieurs occasions à des rebelles, notamment le duc d'Orléans.

### Politique d'indépendance de François II et difficultés intérieures
Profitant de cette situation, François II organise l'indépendance judiciaire du duché. En 1485, il crée la « Cour des interlocutoires » et transforme les sessions saisonnières de justice des États de Bretagne en un Parlement sédentarisé à Vannes. Les appels au Parlement de Paris, déjà fortement entravés, deviennent alors quasiment impossibles.
Cette coûteuse politique d'indépendance provoque des difficultés dans le duché, et les conflits sont nombreux avec la noblesse et la bourgeoisie (affaire Guillaume Chauvin, annexion du comté de Penthièvre, etc.). Elle a également pour effet de grever les finances du duché et donc d'alourdir la fiscalité, compromettant le redressement économique amorcé après la guerre de Cent Ans dont bénéficiait le royaume. La participation à des guerres malheureuses (guerre folle) contre les armées royales entraîne le mécontentement d'une grande partie de la noblesse bretonne.
Réputé faible de caractère, il ne veut s'imposer ni à ses conseillers, ni à ses barons. En 1373, Jean IV de Bretagne avait dû partir en exil par manque de soutien de sa haute noblesse. Ce risque de rébellion revenait devant l'incertitude de la succession bretonne. La tentation d'un mariage prestigieux pour l'héritière Anne de Bretagne allait de pair avec une alliance que le duc recherchait pour échapper à la pression diplomatique et militaire de Louis XI. Cette alliance défensive pouvait être obtenue au prix du mariage d'Anne avec un prince étranger, frustrant ainsi les ambitions croisées des prétendants à cette succession. D'autre part, la méfiance de François II pour le vicomte de Rohan, son manque d'affinité pour les seigneurs bretons avec lesquels il n'avait pas vécu sa jeunesse, lui fait préférer le conseil de princes étrangers au duché comme son cousin germain le duc d'Orléans (futur Louis XII), le prince d'Orange Jean IV de Chalon-Arlay, Alain d'Albret, mais également de simples bourgeois bretons, comme Pierre Landais, haï de l'aristocratie (aristocratie dont une partie, comme le chef des Rohan, ou Mme de Laval, préceptrice d'Anne, a été achetée par Louis XI, puis Anne de France, nommée régente à la mort de son père)[réf. nécessaire]. Les rancœurs nées de sa politique sont également pour beaucoup dans la défiance des nobles pour François II et les faibles soutiens qu'ils lui offrirent.

### Le problème de la succession (années 1480)
François II n'ayant que des filles, cela pose des problèmes pour sa succession et accentue les dissensions internes au duché.

#### Prétentions de Jean II de Rohan
La famille des Rohan prétendant descendre des anciens rois de Bretagne de l'époque carolingienne, le vicomte Jean II de Rohan (1452–1516), époux de Marie de Bretagne (1446-1511), deuxième fille du duc François Ier, pense être le mieux placé pour recueillir la succession.
Avec le soutien du maréchal Jean IV de Rieux et d'une partie de la haute noblesse bretonne, il propose de marier ses deux premiers fils, François et Jean, aux filles de François II, Anne de Bretagne (née en 1477) et Isabeau de Bretagne (née vers 1480), mais le duc repousse ce projet.

#### Prétentions de la royauté et traité de Montargis (28 octobre 1484)
Louis XI ayant racheté à la dernière descendante des Penthièvre, la comtesse Nicole de Châtillon (1424–vers 1480), épouse de Jean II de Brosse (1423–1482), les droits au duché qu'elle prétendait détenir, la cour de France se fonde sur cet achat pour contester l'attribution de la succession aux filles de François II.
En 1484, la régente Anne de France rencontre à Montargis cinq opposants à François II, qui reconnaissent Charles VIII de France comme héritier présomptif de Bretagne (en l'absence d'héritier mâle).
Peu après, les cinq conjurés organisent un coup d'État contre Pierre Landais, qui est condamné à mort, puis pendu le 19 juillet 1485. Il est remplacé par un triumvirat formé du prince d'Orange, du maréchal de Rieux et du sire de Lescun, signataires du traité de Montargis. Mais, une fois arrivés au pouvoir, ils reprennent la politique suivie par Pierre Landais, contraire au traité.

#### Attribution de la succession aux filles de François II (1486)
En février 1486, François II fait reconnaître Anne (1477–1514) et Isabeau comme héritières du duché par les États de Bretagne réunis à Vannes, y compris par les signataires du traité de Montargis. Mais nombre de nobles bretons ont des intérêts importants hors de Bretagne, ce qui rendant le choix plus difficile en cas de guerre.

### La Guerre folle (1485–1488)
Le duc participe à la Guerre folle qui tourne mal pour lui : la demande de mobilisation générale[pas clair] d'avril 1487 est un échec ; son appel est non seulement peu entendu, mais les nobles ayant fait le déplacement se débandent au premier engagement, résultat de la politique intérieure désastreuse de François II lui ayant aliéné une grande partie de la noblesse bretonne.
Deux expéditions royales ont lieu en 1487 et 1488. La victoire de l'armée royale à Saint-Aubin du Cormier (28 juillet 1488) aboutit au traité du Verger, signé à Sablé le 19 août : il est notamment stipulé que la future duchesse ne pourra pas être mariée sans l'accord du roi de France.

### Mort et funérailles de François II
François II meurt le 9 septembre 1488, à la suite d'une chute de cheval. Avant de mourir, il institue le maréchal de Rieux tuteur de ses deux filles, tout en les laissant à la garde de Françoise de Dinan, leur gouvernante. Le duc défunt est inhumé dans la chapelle du couvent des Carmes, auprès de sa première épouse Marguerite de Bretagne.

## Suites: le destin d'Anne de Bretagne (1488–1491)
Reconnue comme duchesse par les États de Bretagne, Anne de Bretagne devient l'enjeu des ambitions matrimoniales de différents princes. La cour de Bretagne tente d'échapper à l'emprise royale pendant plusieurs mois. En décembre 1490, la duchesse est mariée par procuration (et sans l'accord du roi) avec Maximilien d'Autriche (régent de Bourgogne et roi des Romains), ce qui entraîne une offensive française en 1491, suivie du mariage d'Anne avec Charles VIII le 6 décembre 1491.

## Mariages et descendance

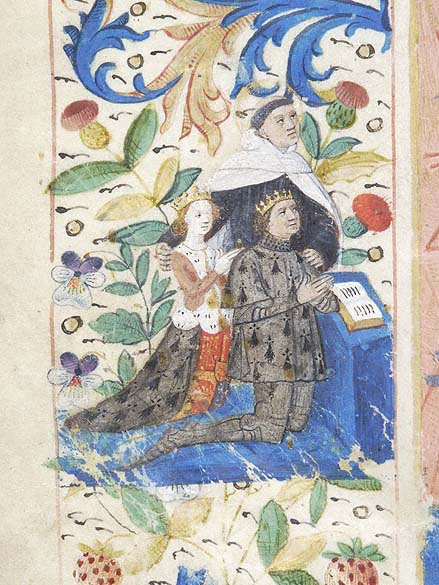
Portrait de François II et Marguerite de Foix, le seul portrait connu de son vivant, par le Maître de Jeanne de France, détail du missel des Carmes de Nantes, Bibliothèque de l'université de Princeton, Garrett 40,.

Il épouse en premières noces à Vannes, le 13 ou le 16 novembre 1455, Marguerite de Bretagne (1443–1469), fille aînée du duc François Ier de Bretagne, qui ne lui donnera qu'un fils :
- Jean, titré comte de Montfort-l'Amaury, qui ne vivra que du 29 juin au 25 août 1463. Marguerite meurt à Nantes le 25 septembre 1469.

Il se remarie à Clisson le 27 juin 1471 avec Marguerite de Foix, dite « sein de lait », fille de [[Gaston IV de Foix-Béarn|[[Gaston IV de Foix-Béarn]]]], comte de Foix, dont il a :
- Anne (1477–1514), qui lui succède, et postérité ;
- Isabeau (1481–1490), héritière de sa sœur jusqu'à son décès prématuré.

De sa maîtresse Antoinette de Maignelais (1434–1474), il a en outre :
- François Ier d'Avaugour (1462–ap. 1494), comte de Vertus, de Goëllo et baron d'Avaugour, et postérité ;
- Antoine (1463 – mort jeune), baron d'Avaugour, seigneur de Châteaufremont et de Hédé ;
- une fille (née en 1465 – morte jeune) ;
- un fils (né en 1466 – mort jeune) ;
- Françoise (née en 1473), qui restera jusqu'à sa mort vers 1498 dans l'entourage de sa demi-sœur, Anne[réf. nécessaire].

## Le tombeau de François II à la cathédrale de Nantes

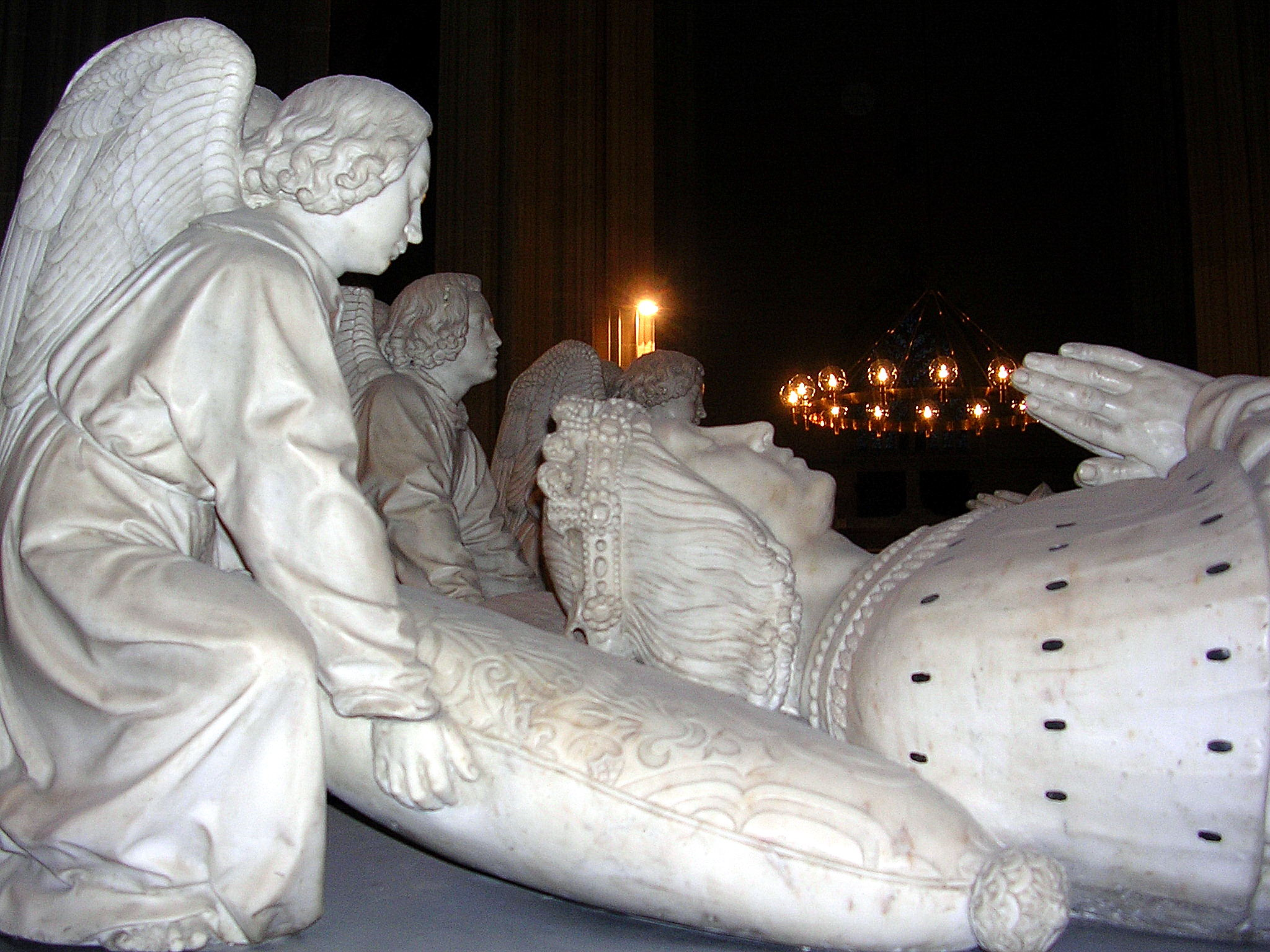
Gisant de François II, cathédrale Saint-Pierre-et-Saint-Paul de Nantes.

En 1499, Anne de Bretagne décide de faire construire un tombeau pour son père et sa mère, Marguerite de Foix, morte en 1486, mais inhumée dans la cathédrale. Anne obtient du pape l'autorisation de déplacer la dépouille de Marguerite de Foix auprès de celle de François II.
Le tombeau est réalisé par Michel Colombe et Jean Perréal entre 1502 et 1507, dans la chapelle du couvent des Carmes.
Durant la Révolution française, le couvent ayant été vendu comme bien national, le tombeau est démonté, puis caché, et les cercueils sont transférés dans la crypte de la cathédrale. À la Restauration, le tombeau est reconstruit dans la cathédrale de Nantes où il se trouve aujourd'hui. Il est considéré comme un chef-d'œuvre de la sculpture française du début du XVIe siècle. Une copie est conservée dans les collections de l'Atelier de moulage de Bruxelles.